# Teodoric VI d'Holanda
Teodoric VI d'Holanda (La Haia cap a 1114 - 5 d'agost de 1157), va ser  comte d'Holanda des 1122 a 1157. Era fill de  Florenci II, comte d'Holanda, i de Peronella de Lorena.

## Regència de Peronella
Teodoric va succeir al seu pare als set anys; però durant la seva minoria va exercir la regència la seva mare, Peronella. Era una d'aquestes dones ambicioses, als quals el coratge per fer-ho tot sovint, fa de capacitat. No obstant això, durant alguns anys va governar amb encert i va defensar valerosament els drets del seu fill. El 1123, poc després de la mort del seu marit, Peronella es va alçar en armes contra l'emperador  Enric V doncs refusava retre-li homenatge com comtessa d'Holanda i va donar suport al que després va ser emperador  Lotari II en la seva revolta contra Enric V. Aquest va envair Holanda al capdavant d'un fort exèrcit i va obligar a Peronella a reconèixer-lo com sobirà i retre-li vassallatge.
Peronella es va veure forçada a cedir durant un temps; però no va perdre ocasió d'engrandir les possessions del seu fill. Una d'aquestes ocasions es va presentar el 1125 amb la mort d'Enric V a succeir-ho Lotari II. La circumstància era massa favorable per desaprofitar-la. Les desavinences que durant un segle havien enfrontat als emperadors amb els comtes d'Holanda, aviat va donar pas a la més estreta unió. Així va aconseguir de Lotari la incorporació a Holanda dels comtats d'Oostergo i Westergo a Frísia, que els bisbes d'Utrech, recolzats pel favor dels emperadors precedents, havien desmembrat per annexionar a la seva diócesis.
Peronella desitjava també veure el seu fill com a comte de Flandes. Carles I de Flandes, acabava de ser assassinat a Bruges sense deixar hereus directes que poguessin succeir. Diversos competidors es van presentar i la comtessa d'Holanda, que pretenia que el seu fill tenia drets sobre el comtat de Flandes, va prodigar immenses sumes de diners i va posar en joc tots els seus ressorts per procurar-se la investidura del seu fill Teodoric en aquest comtat. Però no va ser tan afortunada com amb l'assumpte dels comtats de Frísia. Encara que diversos nobles flamencs donaven suport a la candidatura de Teodoric VI, una facció contrària va fer córrer secretament el rumor que Lluís VI el Gras, rei de França, que considerava a Flandes com un feu del seu regne, havia promès el comtat a Guillem, senyor de Ypres. Aquesta estratagema va atordir bastant als partidaris de Teodoric refredant a favor seu, al punt que van estimar millor abandonar la seva causa que enfrontar-se a les tropes del rei de França, el qual, però, no va concedir el ducat a Guillem de Ypres sinó a Guillem Cliton.

## La revolta de Florenci el Negre
Teodoric va arribar a la majoria d'edat i es preparava per prendre per si mateix les regnes del govern. Però cap a 1130, el seu germà, conegut com a Florenci el Negre es va revoltar contra ell amb el suport de forces pertanyents al Kennemerland i a la Frísia Occidental. Les hostilitats van durar gairebé dos anys; però amb l'arbitratge de l'emperador els dos germans es van reconciliar i van concloure un tractat pel qual cadascú es retirava als seus dominis i romanien en pau. No obstant això, Florenci el Negre no va sobreviure molt a aquest tractat. Havent pretès casar-se amb Edwige, filla única del senyor de Rechem, al país de la Mark, el senyor d'Arendsberg, tutor de la dama, es va oposar. Florenci, amb el suport de sotamà per l'emperador i per alguns parents de Edwige, va envair les terres d'Arendsberg causant grans estralls. Aquesta violència va enfellonir al tutor, qui acompanyat del seu germà, el senyor de Kuik, van trobar a Florenci en una partida de caça, prop d'Abstede, als voltants d'Utrech, i atacant-per sorpresa el van matar.

## La Guerra amb el Bisbat d'Utrecht
En 1138, Teodorico VI es va veure embolicat en una guerra amb Hartbert de Bierum, bisbe d'Utrech. Tot i que els motius d'aquesta guerra no són ben coneguts, se suposa, amb prou fonament, que la secessió dels comtats de Oostergo i Westergo, escindits de nou d'Holanda per l'emperador Lotari a favor del bisbe d'Utrech, va ser la principal causa. El comte va assetjar la ciutat bisbal i es va disposar a prendre-a l'assalt; però va ser detingut per una piadosa astúcia del bisbe. El prelat en hàbits pontificals, seguit de tot el seu clergat, va sortir de les muralles i va gosar amenaçar Teodoric i els seus amb l'excomunió, si tenia l'audàcia de continuar el lloc. El comte va quedar tan espantat, que va aturar el combat al moment, i amb el cap i els peus nus va caure de genolls davant el temerari prelat i li va demanar perdó per haver-lo ofès. Hartbert de Bierum, perquè veiés que l'ofensa del comte havia estat perdonada, li va donar el petó de la pau, i la reconciliació va ser tan sincera entre aquests dos enemics que, fins a la seva mort, van viure en la més perfecta harmonia.

## Matrimoni i descendència
Teodoric es va casar abans de 1137 amb Sofia de Rheineck (1117 - 1176), hereva de Bentheim, filla d'Otó de Luxembourg-Salm, comte palatí del Rin, comte de Bentheim i de Rheineck. Van tenir set fills:
- Teodoric (1139 - 1151) conegut com a "Pilgrim" (pelegrí).
- Florenci III (1141 - 1190), comte d'Holanda.
- Otó I, comte de Bentheim.
- Balduí (? -1196), bisbe d'Utrech.
- Teodoric (? - 1197), bisbe d'Utrecht.
- Robert (? - 1190).
- Sofia, abadessa el 1200.

Teodoric VI va tenir també diversos fills il·legítims.